# Этногенез башкир
Этногенез башкир — начальный этап этнической истории башкирского этноса. В ходе этнических процессов происходила ассимиляция различных этнических компонентов и выделение этнографических и этнических групп. В ходе этногенеза под влиянием природно‑географических условий, уровня социально-экономического развития происходило формирование хозяйственно‑культурных типов, этнического самосознания, языка, этнической культуры и др.
В этнологии на основе материалов по археографии, археологии, антропологии, сравнительно-историческому языкознанию и др. сложились три основные теории происхождения башкирского народа:
- тюркская (П. И. Рычков, И. И. Георги, В. М. Флоринский, Н. М. Малиев, С. И. Руденко, Н. В. Бикбулатов, Р. Г. Кузеев, Н. А. Мажитов и др.)
- финно-угорская (Ф. И. Страленберг, В. Н. Татищев, Ш. Э. Уйфальви, Д. А. Хвольсон, М. И. Уметбаев, Дж. Г. Киекбаев, Э. Мольнар, Д. Дечи, Ю. Ф. Немет и др.)
- иранская (М. С. Акимова, Р. М. Юсупов, С. И. Хамидуллин, З. Г. Аминев, Л. А. Ямаева и др.)

## Тюркская теория
Согласно этой теории, тюркские племена, мигрировавшие в I тыс. на Южный Урал, сформировали основные этнические признаки башкир.
В основе теории  — сведения арабских, персидских и среднеазиатских авторов (Ахмеда ибн Фадлана, Аль-Масуди, Шарифа Идриси, Рашид ад-Дина, Махмуда Кашгари), шежере и др. о принадлежности башкир к тюркским народам.
Тюркская теория происхождения башкир обоснована в исследованиях П. И. Рычкова, Т. Мюллера, И. Г. Георги, В. М. Флоринского. Впоследствии теория была развита С. И. Руденко, Н. В. Бикбулатовым, Н. А. Мажитовым, Р. Г. Кузеевым с привлечением данных антропологии, археологии, лингвистики, этнографии.
Этапы формирования по Р. Г. Кузееву:
- С середины I тыс. н. э. до рубежа VIII—IX вв. — выделение из раннесредневековых племенных общностей и формирование на основе их взаимодействия и смешения основных компонентов древнебашкирского этноса. На Сырдарье и в Приаралье складывается группа древнебашкирских племён (бурзян, усерган, байлар, сураш, тангаур, ягалбай, тамьян, ун, бишул, кудей).
- Взаимодействие местных финно-угорских племён с пришлыми родо-племенными группами сармато-аланского происхождения (сызгы, упей, терсяк, уваныш и др.)
- В VIII — начале IX в. в центральном районе Бугульминской возвышенности формируется булгаро-мадьярская племенная группа, которая представляет собой сложный синтез булгарских или булгаризированных тюркских племен с угорскими, преимущественно древнемадьярскими племенами при доминирующей роли древнетюркского (булгарского) компонента (юрматы, юрми, еней, гайна (тархан), кесе, буляр, нагман, танып, юламан, имес, юрмын) и тюркизированными уграми, мигрировавшими в Приуралье из Западной Сибири.
- Миграция древнебашкирских племен в Приуралье и их взаимодействие в IX—X вв. с булгаро-мадьярскими и тюркизированными финно-угорскими племенами — основа становления древнебашкирского этноса.
- XI — начало XIII в. — этап дальнейшей консолидации компонентов древнебашкирского этноса при сохранении ведущей культурно-языковой роли пришлых башкирских кочевников. Степная культура и тюркский язык формирующейся общности развивались за счет притока новых групп тюркоязычных кочевников (айле, тырнаклы, каратавлы, тау, сарт, мурзалар, кумлы, истяк и др.) с востока. Начинается миграция древнебашкирских племён на Южный Урал и в бассейн р. Белой.
- В XIII—XIV вв. мощный приток в Башкортостан кыпчакизированных племен (кыпчакская группа — кыпчак, канлы, гэрэ, сары, кошсы, туркмен, бушман, джете-уру, байулы, кармыш, киргиз, елан, казанчи; катайская группа — катай, найман, балга, маскар, сальют, борэ, балыксы; табынская группа — табын, уйшин, суюндук, дуван, кувакан, сырзы, телеу, барын, бадрак, таз; минская группа — мин, кырк-уйле, куль, суби, миркит). Кыпчаки формируют современный этнический облик башкир.
- В XV — первая половина XVI в. — стабилизация этнических процессов предшествующей эпохи, завершение объединения башкир.

## Финно-угорская теория
Согласно теории, мадьярские племена, в т.ч. юрматы и еней, являлись одним из основных компонентов в формировании башкир.
В основе теории — сведения венгерских хроник, Юлиана, Плано Карпини и Рубрука о проживающих за р.Волга венграх и тождестве башкирского языка с мадьярским; Балхи, Джейхани, Рашид ад-Дина, Якута и др. о существовании двух групп венгров, одна из которых проживает на р.Дунай, другая — в междуречье Волги и Урала (Великая Венгрия).
Финно‑угорская теория происхождения башкир обоснована в исследованиях (Филипп-Иоганн Страленберга (1676—1747), В. Н. Татищева (1686—1750), Ш. Э. Уйфальви, Д. А. Хвольсона). Разрабатывалась М. И. Уметбаевым, Дж. Г. Киекбаевым; венгерскими исследователями Э. Мольнаром, Д. Дечи, Ю. Ф. Неметом.
В настоящее время угорская теория происхождения башкир большинством учёных считается устаревшей. Т. М. Гарипов и Р. Г. Кузеев писали, что «существование в исторической науке особой „башкиро-мадьярской“ проблемы, как отражение определенных взглядов, трактующих родство и даже тождество этих в действительности разных народов, лишено научного смысла и является своеобразным анахронизмом».

## Иранская теория
В основе теории исследования антропологии башкир и палеоантропологии древнего населения Южного Урала, данные генетики, фонетики, гидронимики (наличие фонем [һ], [ҡ], [ҙ], [ҫ] в названиях рек, предположительно, иранского происхождения), духовной культуры и др.
По мнению современных исследователей, восточно-иранский компонент является базовым в башкирском этногенезе и, несмотря на тюркизацию, он до сих пор определяет этническую идентичность башкир.
Иранская концепция подтверждается данными лингвистики. Установлено, что самые ранние фарсизмы в башкирском языке восходят к ираноязычным сарматам. Одним из важнейших компонентов при формировании башкирского языка выступал иранский субстрат.
По мнению М. С. Акимовой, происхождение понтийского антропологического типа башкир связано с индоиранскими племенами раннего железного века. Р. М. Юсупов в краниологических исследованиях прослеживает сходство морфологических данных юго‑западных и юго‑восточных башкир с палеоантропологическими материалами раннего железного века. Он же высказал мнение об ираноязычной основе этнонима башкорт: «бачагург», где «бача» — «потомок, ребенок, дитя», а «гург» — «волк» или «бачгурд», где «бача» — «потомок», а «гурд» — «богатырь». 
С. И. Хамидуллин считает, что этнические группы туранского (североиранского) происхождения сыграли большую роль в формировании башкирского народа, что отразилось не только на гено- и фенотипе башкир, но и в их духовной культуре. Потомки массагето-сармато-аланских кочевников стали той основой, на которой складывалась народность южноуральских башкир, вобравших в себя этнические реликты предшествующих исторических эпох. Туранский субстрат является одним из самых древних и самых значительных в этнической стратификации башкир.

## Примечание
1. ↑  Курманаева З. Д., Юсупов Р. М. Этногенез башкир // Башкирская энциклопедия / гл. ред. М. А. Ильгамов. — Уфа : ГАУН РБ «Башкирская энциклопедия», 2015—2024. — ISBN 978-5-88185-306-8.
2. ↑  Бикбулатов Н. В., Мурзабулатов М. В. Башкиры //Башкирская энциклопедия. В 7 т. / Гл. редактор М. А. Ильгамов. Т.1: А—Б. Уфа: Башкирская энциклопедия, 2005, С.379.
3. ↑  Р. Г. Кузеев Происхождение башкирского народа. Этнический состав, история расселения. М.Наука, 1974.
4. 1 2  Янгузин Р. Этногенез башкир. Дата обращения: 2 декабря 2011. Архивировано из оригинала 4 марта 2016 года.
5. ↑  Гарипов Т. М., Кузеев Р. Г. Башкиро-мадьярская проблема. // Археология и этнография Башкирии. T.I. Уфа, 1962, С. 342—343
6. ↑  Аминев З. Г., Ямаева Л. А. 2011: Древнеиранский компонент в традиционной культуре башкир // Панорама Евразии. 1 (7), 41-47
7. ↑  Гайсина Г. Р. 2007: Исторические корни башкирско-персидских языковых взаимоотношений // Гуманитарные науки в Башкортостане: история и современность: Материалы Международной научно-практической конференции, посвященной 75-летию Института истории, языка и литературы Уфимского научного центра РАН / И. Г. Илишев и др. (ред.). Уфа, 65.
8. ↑  Архивированная копия. Дата обращения: 24 июня 2017. Архивировано 6 февраля 2018 года.